# Don't Bring Me Down (canción de Electric Light Orchestra)
«Don't Bring Me Down» es una canción del grupo británico Electric Light Orchestra, publicada en el álbum de estudio Discovery (1979). La canción, compuesta por Jeff Lynne, fue también publicada como el tercer sencillo del álbum, tras «Shine a Little Love» y «The Diary of Horace Wimp», en septiembre de 1979.

## Historia
«Don't Bring Me Down», la primera canción de la ELO que no incluyó una sección de cuerdas, fue el segundo mayor éxito del grupo en el Reino Unido, donde alcanzó el puesto tres, y el mayor éxito en los Estados Unidos, donde logró el puesto cuatro en la lista Billboard Hot 100. El sencillo también obtuvo un notable éxito en Canadá y Australia, donde alcanzó los puestos dos y seis respectivamente.
La pista de batería es un loop procedente de "On the Run", puesto en bucle y ralentizada. La canción fue dedicada a la estación espacial Skylab, de la NASA, que reentró en la atmósfera terrestre a través del Índico el 11 de julio de 1979. El 4 de noviembre de 2007, Lynne fue premiado por la BMI con un certificado por la difusión de "Don't Bring Me Down" en más de dos millones de ocasiones.
El sencillo fue acompañado de un videoclip con el grupo interpretando la canción e intercalado con diversas animaciones relacionadas con la temática de la canción. 
En 2012, Jeff Lynne regrabó la canción y publicó una nueva versión en el recopilatorio Mr. Blue Sky: The Very Best of Electric Light Orchestra.

## Posición en listas
| País              | Lista                       | Posición |
| ----------------- | --------------------------- | -------- |
| Australia         | Kent Music Report           | 6        |
| Austria           | Ö3 Austria Top 40           | 2        |
| Bélgica (Flandes) | Ultratop 200 Albums         | 5        |
| Canadá            | RPM Top Singles             | 1        |
| Alemania          | Media Control Charts        | 5        |
| Irlanda           | Irish Singles Chart         | 6        |
| Países Bajos      | Dutch Top 40                | 5        |
| Sudáfrica         | South African Singles Chart | 9        |
| Suiza             | Hit Parade                  | 2        |
| Reino Unido       | Official Charts Company     | 3        |
| Estados Unidos    | Billboard Hot 100           | 4        |
| Estados Unidos    | Cash Box Top 100 Singles    | 4        |
| Estados Unidos    | Record World Singles        | 3        |
| Estados Unidos    | Billboard Year-End          | 81       |